# Горный (Ярославская область)
Горный — посёлок в Ростовском районе Ярославской области России. 
В рамках организации местного самоуправления входит в Петровское сельское поселение, в рамках административно-территориального устройства — в Любилковский сельский округ.

## География
Расположен в 28 км к юго-западу (по прямой) от центра города Ростова и в 8 км к западу от рабочего посёлка Петровское.

## Население
| 2007 | 2010 |
| ---- | ---- |
| 370  | ↘314 |

Согласно результатам переписи 2002 года, в национальной структуре населения русские составляли 96 % от всех жителей.

## Инфраструктура
В посёлке действует дом культуры и клуб, продуктовый магазин, отделение почтовой связи №152134, фельдшерско-акушерский пункт, средняя школа, таксофон.

## Общественный транспорт
Горный обслуживается автобусными маршрутами №№ 111 Ростов Великий — Лесной (отдельные рейсы следуют без заезда в поселок), 139 Ростов Великий — Петровское.